# Moustérien de type Quina
Le Moustérien de type Quina, aussi connu sous le nom de Charentien (de Charente), est l'un des faciès culturels et technologiques du Moustérien, l'une des principales manifestations culturelles du Paléolithique moyen en Eurasie (environ 300 000 à 40 000 ans avant le présent). Il est surtout présent en abondance dans le bassin aquitain et en Belgique. 

## Historique
Le Moustérien de type Quina a d'abord été défini par François Bordes au début des années 1950 à partir de l'industrie de La Quina. Sa définition typologique et technologique a été précisée jusque dans les années 1990, mettant aussi en évidence des variations régionales et chronologiques.

## Description
Ce faciès est initialement défini comme étant très faiblement Levallois et non-laminaire (les éclats sont généralement courts et épais), présentant une forte standardisation avec la présence majoritaire de racloirs, d'encoches et de denticulés.

## Galerie

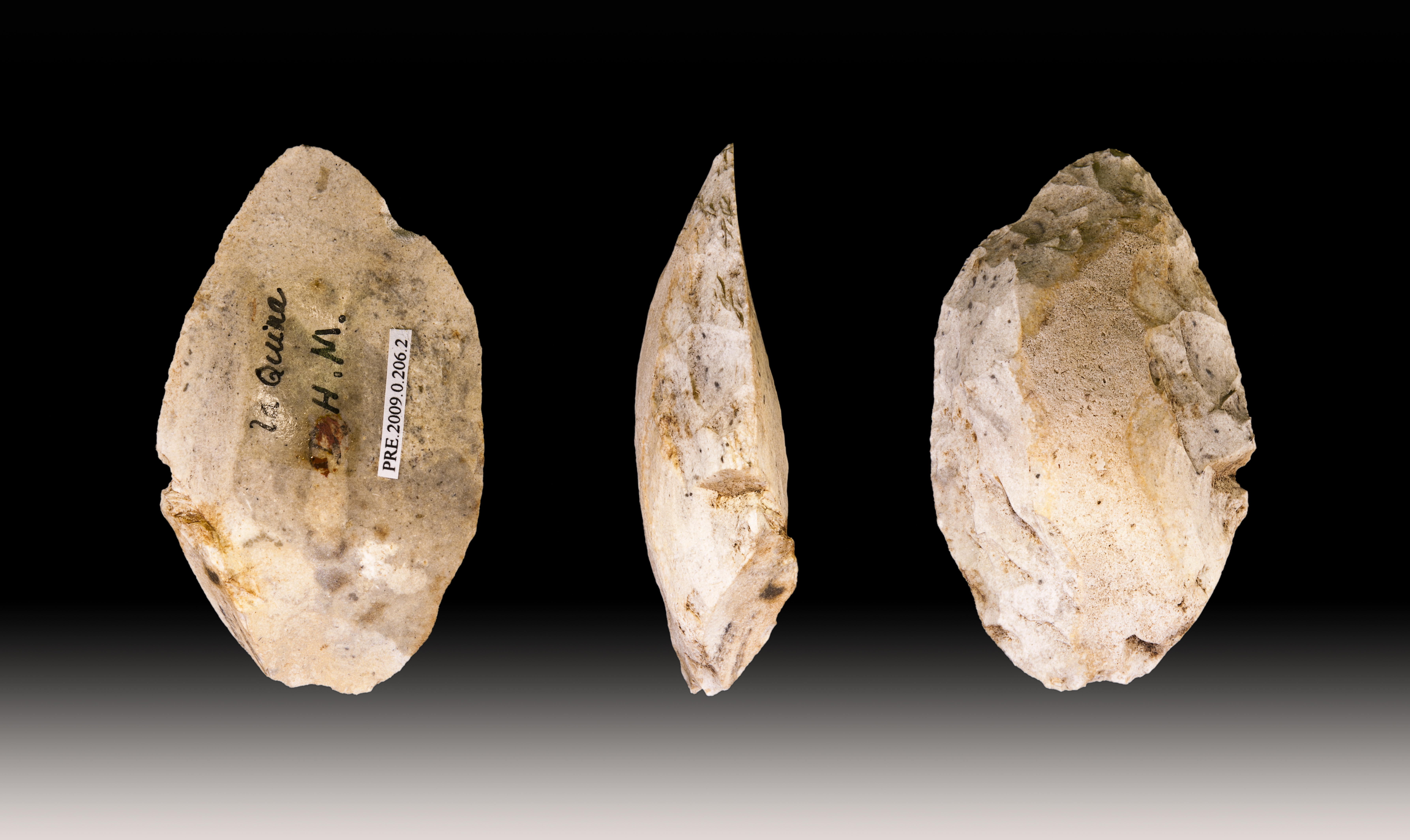
Racloir moustérien - Muséum de Toulouse
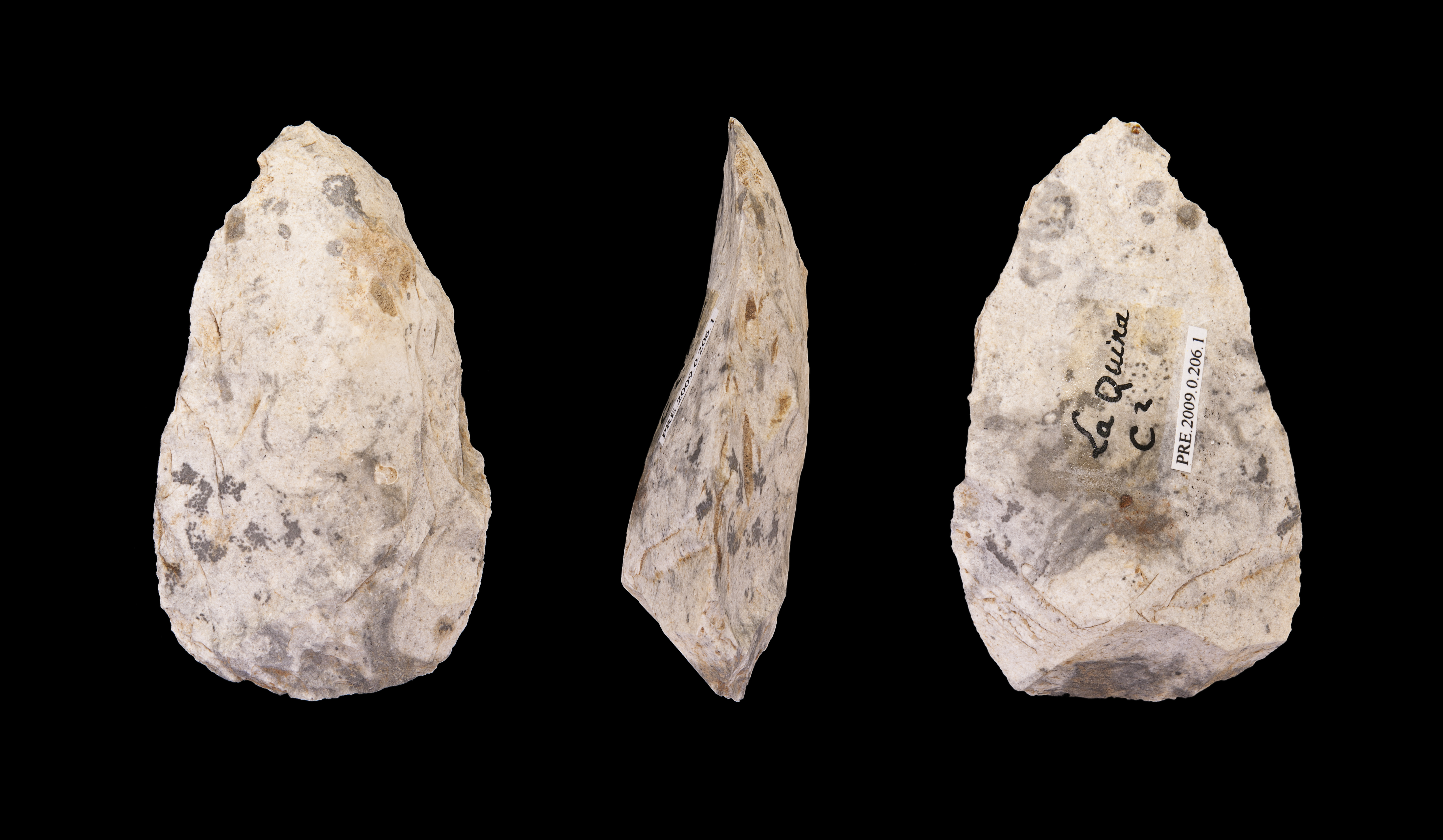
Racloir moustérien - Muséum de Toulouse
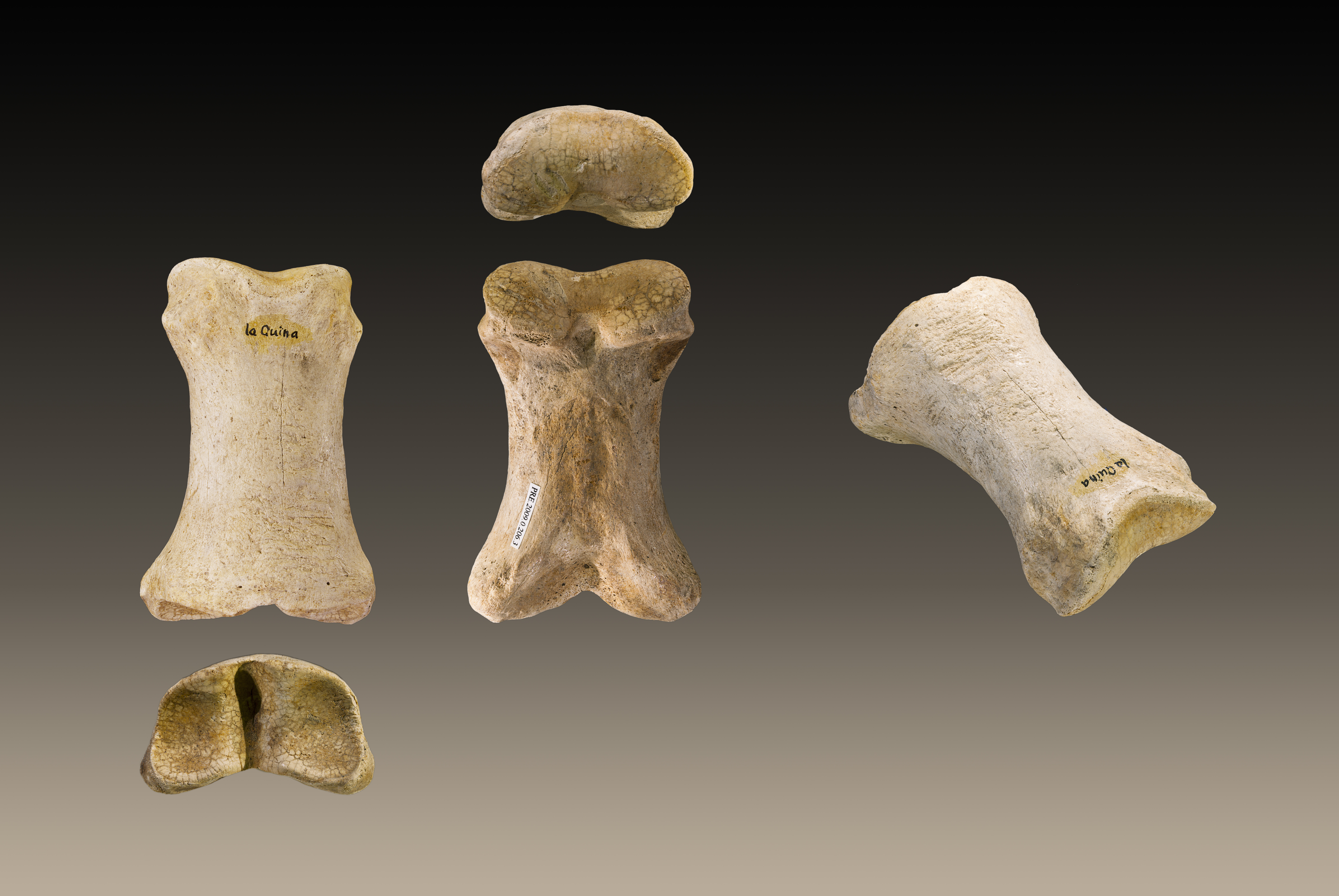
Os à impression de La Quina Muséum de Toulouse
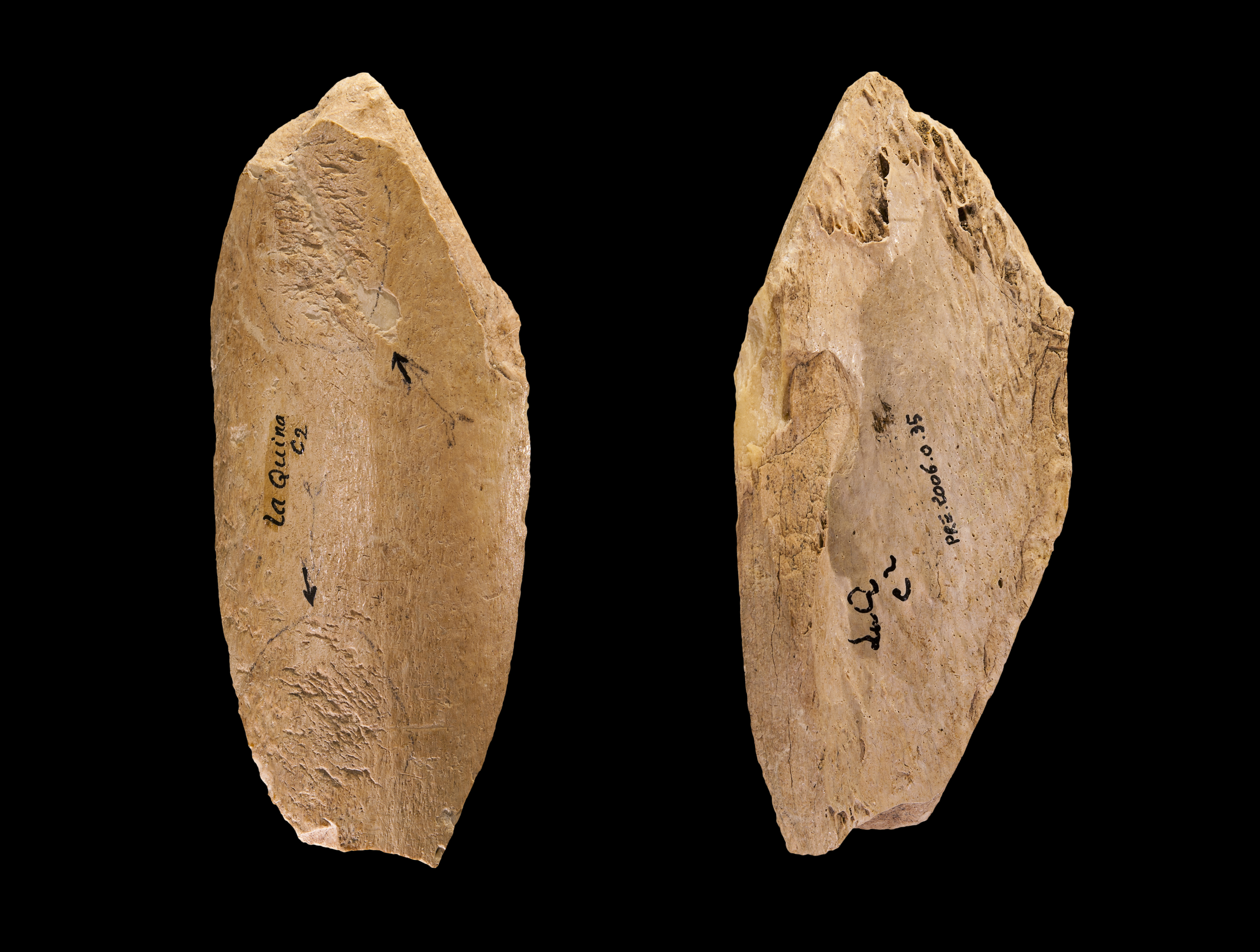
Os à impression de La Quina Muséum de Toulouse